# Beiträge zur Naturkunde Niedersachsens
Beiträge zur Naturkunde Niedersachsens ist eine seit 1948 erscheinende Zeitschrift, die laut ihrem Untertitel insbesondere Themen mit Bezug zur Naturkundeabteilung des Niedersächsischen Landesmuseums Hannover behandelt. Das zeitweilig auch unter dem Titel Natur, Kultur und Jagd erschienene Periodikum, dem mitunter auch Sonderhefte beigelegt sind, beschäftigt sich speziell auch mit der Dokumentation der Biologie und Physiographie des Landes Niedersachsen.
Langjähriger Herausgeber des Blattes war der Ornithologe, Biologe und Zoologe Hans Oelke.
Die Zeitschriftendatenbank verordnete das Blatt in die Sachgebiete Naturwissenschaften, Biowissenschaften und Biologie, Landwirtschaft und Veterinärmedizin sowie Hauswirtschaft.
Über die Zoologisch-Botanische Datenbank ZOBODAT sind zahlreiche Ausgaben der Hefte online lesbar.